# Kellerberg (Breitenlee)
Der Kellerberg ist eine abgekommene Anhöhe bei Breitenlee im 22. Wiener Gemeindebezirk Donaustadt, im Norden Wiens. Er wurde um 1915 zugunsten des geplanten Verschiebebahnhofs Breitenlee vollständig abgegraben. 
Mit 165 m ü. A., etwa 20 Metern freier Höhe, galt der Kellerberg seinerzeit als höchste Erhebung des Marchfelds. Er lag früher an einem Seitenarm der Donau.
Der Kellerberg war eine große Sanddüne. Der Gesamtabbau betrug über 100.000 Kubikmeter an Sand.
Die Düne hat sich wohl während der Eiszeiten gebildet, als außerhalb der Vergletscherung im pannonischen Raum ein steppenartiges Klima herrschte. Die dauernden Ostwinde haben hier den Löß des Wiener Beckens abgelagert. Die Düne war zwar mit Pflanzenwuchs bedeckt, im Profil ließen sich aber zahlreiche Schichten von weiteren, später überwehten Humusschichten erkennen. Seine Form dürfte sich bis in historische Zeit immer wieder verändert haben.
Reste des Kellerbergs sind noch östlich der Oleandergasse als Bodenformen erkennbar. Die xerophile Flora des ehemaligen Kellerbergs dürften für die heutige bemerkenswerte Trockenvegetation des brachen Bahnhofsareals hauptverantwortlich sein. Die Areale wurden 2015 in das neu begründete Landschaftsschutzgebiet Donaustadt aufgenommen und sind als Teil des projektierten Norbert-Scheed-Waldes geplant. 